# Западни ловци-сакупљачи
Западни ловци-сакупљачи, западноевропски ловци-сакупљачи или западни европски ловци-сакупљачи, су називи коришћени у археогенетици за посебну предачку компоненту која потиче од мезолитских ловаца-сакупљача из западне, јужне и средње Европе. Често је у употреби скраћеница ЗЛС. Током мезолита, ЗЛС су насељавали област која се простирала од Британских острва на западу до Карпата на истоку.
Уз скандинавске ловце-сакупљаче (СЛС) и источне ловце-сакупљаче (ИЛС), западни ловци-сакупљачи (ЗЛС) су чинили једну од три главне генетске скупине у постглацијалном периоду ране холоценске Европе. Граница између ЗЛС и ИЛС ишла је отприлике од доњег Дунава, на север дуж западних шума Дњепра према западном Балтичком мору.
Скандинавски ловци-сакупљачи су били мешаног ЗЛС и ИЛС порекла. Некада распрострањени широм Европе, ЗЛС су у великој мери потиснути ширењем раних европских земљорадника (РЕЗ) током раног неолита, али су се поново проширили током средњег неолита, углавном мешањем ЗЛС мушкараца и РЕЗ жена. Током касног неолита и раног бронзаног доба, западни степски сточари (ЗСС) из Понтско-каспијске степе започели су огромну експанзију, која је додатно смањила територију ЗЛС. Међу савременим популацијама, удео западноловачко-сакупљачког порекла је највећи међу популацијама источног Балтика.
Најзаступљенија хаплогрупа Y-ДНК код Западних ловаца-сакупљача је хаплогрупа I, док је хаплогрупа U (углавном U5) њихова најзаступљенија mtДНК хаплогрупа.

## Студије
Лазаридис и сарадници су у студији објављеној 2014. идентификовали западне ловце-сакупљаче (ЗЛС) као засебну предачку компоненту. Утврђено је да су они дали свој генетски допринос свим модерним Европљанима, укључујући и ране европске земљораднике (РЕЗ), који су, највећим делом били анадолског порекла. Они су дошли до закључка да су се ЗЛС одвојили од источних Евроазијаца приближно 40.000 година пре садашњости, а од древних северних Евроазијата (ДСЕ) око 24.000 година пре садашњости.
Хак и сарадници су 2015. открили да се удео порекла од ЗЛС значајно повећао у раздобљу од раног неолита до средњег неолита.
Метисон и сарадници су 2015. открили да већина данашњих Европљана има мешано порекло и да потичу од ЗЛС, ИЛС и носилаца културе јамног гроба која је била распрострањена у Понтско-каспијској степи.
Лазаридис и сарадници су у студији објављеној 2016. утврдили да су ЗЛС били мешавина Кромањонаца (праисторијских људи из горњег палеолита) и ИЛС. Са друге стране Источни ловци-сакупљачи су 75% својих гена наследили од Древних Северних Евроазијата, а скандинавски ловци-сакупљачи (СЛС) су били мешавина ИЛС и ЗЛС.
Џонс и сарадници су 2017. објавили студију у којој је утврђено да су носиоци мезолитске кундске и нарвске културе источног Балтика били мешавина ЗЛС и ИЛС, с' тим да су били сроднији ЗЛС. Утврђено је да се узорци из украјинског мезолита и неолита налазе између ЗЛС и ИЛС, што указује на генетски континуитет у области Дњепарских брзака у периоду од 4.000 година. Украјински узорци припадали су искључиво mtДНК хаплогрупи U, која је откривена у око 80% свих европских узорака ловаца-сакупљача.
Саг и сарадници су 2017. открили да су носиоци културе гребенасте керамике из области источног Балтика били блиско сродни ИЛС, за разлику од ловаца-сакупљача који су у даљој прошлости живели у тој области, који су били сроднији ЗЛС.
Гинтер и сарадници су 2018. анализирали 13 узорака скандинавских ловаца-сакупљача и открили да су сви пореклом од ЗЛС, међутим СЛС из западне и северне Скандинавије су имали мањи удео ЗЛС порекла (око 51%) од оних из источне Скандинавије (око 62%). Аутори су предложили теорију према којој су СЛС мешавина ЗЛС који су се доселили у Скандинавију са југа и ИЛС који су касније досељени у Скандинавију са североистока дуж норвешке обале. Западни ловци-сакупљачи који су ушли у Скандинавију су највероватније припадали аренсбургијенској култури. ИЛС и ЗЛС су имали мању учесталост алела SLC45A2 и SLC24A5, који изазивају депигментацију, и OCA/Herc2, који утиче на боју очију, него СЛС.
Митник и сарадници су 2018. открили да су становници јужних подручја источног Балтика, посебно носиоци кундске и нарвске културе, били најсроднији Западним ловцима-сакупљачима, док су носиоци културе гребенасте керамике били ближе сродни Источним ловцима-сакупљачима. За разлику од већине ЗЛС, ЗЛС источног Балтика се нису мешали са Раним Европским Земљорадницима током неолита. Данашње становништво источног Балтика стога има већи удео западноловачко-сакупљачког порекла од било које друге популације у Европи.
Метисон и сарадници су у студији из 2018. анализирали велики број узорака који потичу од праисторијских људи из Европе. Анализиран је ДНК (укључујући Y-ДНК и mtДНК) једанаест ЗЛС из горњег палеолита и мезолита западне, средње и Југоисточне Европе. Од девет екстрахованих узорака Y-ДНК, шест је припадало хаплотиповима хаплогрупе I (посебно поткладама I2a), један је припадао C1a2, један R, а један је вероватно припадао хаплогрупи J. Од једанаест екстрахованих узорака mtДНК, девет је припадало U5b1, један је припадао U5a2c, а један U2. Ови резултати сугеришу да су ЗЛС, више од шест хиљада година били распрострањени од атлантске обале на западу, до Сицилије на југу, и Балкана на југоистоку. Студија је обухватила и анализу великог броја узорака из праисторијске источне Европе. Сакупљено је 37 узорака из мезолитске и неолитске Украјине (9500—6000. п. н. е.). Утврђено је да се они налазе између Источних ловаца-сакупљача и Скандинавских ловаца-сакупљача (који су мешавина ИЛС и ЗЛС), али се удео западноловачко-сакупљачког порекла у овој популацији повећао током неолита. Другим речима, били су Источни ловци-сакупљачи са мањом примесом Западних ловаца-сакупљача, која се временом повећала. Узорци Y-ДНК екстраховани из ових појединаца припадали су искључиво хаплотиповима хаплогрупе R (нарочито потклади R1b1) и хаплогрупе I (нарочито потклади I2). Њихова mtДНК је припадала скоро искључиво хаплогрупи U (нарочито поткладама U5 и U4). Анализиран је велики број скелета са археолошког налазишта гробље Звејнеки, који су углавном припадали носиоцима кундске и нарвске културе са источног Балтика. Скелети из ранијих фаза су припадали особама западноловачко-сакупљачког порекла, међутим, скелети из каснијих фаза су припадали особама које су имале претежно источноловачко-сакупљачко порекло. Њихов Y-ДНК припадао је скоро искључиво хаплотиповима хаплогрупа R1b1a1a и I2a1, док је mtДНК припадао искључиво хаплогрупи U (нарочито поткладама U2, U4 и U5). Анализирани су и скелети четрдесет особа са три мезолитска локалитета која су припадала култури Лепенског Вира са Балкана (Ђердапска клисура). Процењено је да су ове особе имале 85% гена наслеђених од ЗЛС и 15% од ИЛС. Хаплотипови Y-ДНК мушкараца из Ђердапске клисуре припадали су искључиво хаплогрупама R (R1b1a) и I (углавном I2a), док је њихова mtДНК углавном припадала хаплогрупи U (нарочито поткладама U5 и U4). Утврђено је да је у неолиту становништво Балкана имало 98% анадолског порекла и 2% порекла од ЗЛС. У енеолиту, носиоци културе Трипоље-Кукутени имали су око 20% западноловачко-сакупљачког порекла, и налазили су се између ИЛС и ЗЛС. Утврђено је да су носиоци културе кугластих амфора имали око 25% западноловачко-сакупљачког порекла, што је знатно више од средњонеолитских група Средње Европе.
Антонио и сарадници су 2019. испитали људске остатке са археолошког налазишта Грота Континенца у Италији. Узорци који потичу из 10000-7000. п. н. е. су имали Y-ДНК који је припадао хаплогрупи I2a, док је mtДНК припадао хаплогрупи U (два узорка су припадала U5b1, а један U5b3). Око 6000. п. н. е., Западне ловце-сакупљаче у Италији су скоро потпуно заменили Рани Европски Земљорадници (Y-ДНК два узорка су припадала хаплогрупи G2a2, а један R1b), међутим, у наредном миленијуму удео западноловачко-сакупљачког порекла се незнатно повећао.

## Физички изглед
Према генетичару Дејвиду Рајху, ДНК анализа је показала да су Западни ловци-сакупљачи по правилу били тамне коже, тамне косе и плавих очију. Археолог Грејем Ворен је рекао да се њихова боја коже кретала од маслинасте до црне, и претпоставио је да је можда постојала разлика у боји очију и косе између популација различитих области.
Установљено је да су два скелета ЗЛС са некомплетним SNP, Ла Брања 1 и Чедарски човек, имали „тамну” или „тамну/црну” боју коже, док су два друга скелета ЗЛС са потпуним SNP, „Свен” и Лошбурски човек, имали „тамну/средњу” и „средњу” боју коже.

## За даље читање
- Anthony, David (2019). „Archaeology, Genetics, and Language in the Steppes: A Comment on Bomhard”. Journal of Indo-European Studies. 47 (1–2). Приступљено 9. 1. 2020.
- Lazaridis, Iosif (децембар 2018). „The evolutionary history of human populations in Europe”. Current Opinion in Genetics & Development. Elsevier. 53: 21—27. PMID 29960127. S2CID 19158377. arXiv:1805.01579 . doi:10.1016/j.gde.2018.06.007. Приступљено 15. 7. 2020.